# Rzegocin (województwo świętokrzyskie)
Rzegocin – wieś w Polsce położona w województwie świętokrzyskim, w powiecie buskim, w gminie Nowy Korczyn.
| SIMC    | Nazwa     | Rodzaj     |
| ------- | --------- | ---------- |
| 0256277 | Nowa Wieś | część wsi  |
| 0256283 | Piotrówka | przysiółek |

W latach 1975–1998 miejscowość administracyjnie należała do województwa kieleckiego.
Przez wieś przechodzi  zielony szlak turystyczny z Wiślicy do Grochowisk.